# Спорт Клуб до Ресифе
Спорт Клуб до Ресифе е бразилски футболен клуб от Ресифе, Пернамбуко. Стадионът на клуба е Илха до Ротиро, с капацитет от 40 000 души.
Футболистите на Ресифе играят с черни фланелки на червени вертикални ленти, черни гащета и чорапи.

## История
Отборът е основан на 13 май, 1905 г. при среща на 23 от създателите на икономическа организация в щата Пернамбуко. Играе първия си мач срещу тим на име English Eleven. През 1916 отборът взима участие в щатското първнство като в първия си мач побеждава Санта Круз с 4 – 1

## Титли

### Национални турнири
- Кампеонато Пернамбукано (Шампионат на щата Пернамбуко): – 1916, 1917, 1920, 1923, 1924, 1925, 1928, 1938, 1941, 1942, 1943, 1948, 1949, 1953, 1955, 1956, 1958, 1961, 1962, 1975, 1977, 1980, 1981, 1982, 1988, 1991, 1992, 1994, 1996, 1997, 1998, 1999, 2000, 2003, 2006, 2007, 2008
- Футболен шампионат на Бразилия, Серия B: 1990
- Футболен шампионат на Бразилия, Серия А: 1987

## Легендарни футболисти
- Вава
- Зе Мариа
- Манга
- Жуниньо Пернамбукано
- Джалма